# Bitwa nad rzeką Tolenus
Bitwa nad rzeką Tolenus – starcie zbrojne, które miało miejsce w roku 90 p.n.e. podczas wojny Rzymu ze sprzymierzeńcami.
W roku 91 p.n.e. wybuchło powstanie przeciwko Rzymowi. Do plemienia Marsów, które pierwsze podniosło bunt dołączyły wkrótce szczepy górskie Pelingów, Marrucynów i Westynów, a także Samnici i w końcu niemal wszystkie ludy środkowej i południowej Italii.
Zanim zaczęły się działania wojenne sprzymierzeńcy wysłali do Rzymu posłów z oświadczeniem, że są gotowi złożyć broń pod warunkiem otrzymania obywatelstwa rzymskiego. Po odrzuceniu tych żądań podjęto na wiosnę 90 p.n.e. działania wojenne. Walki wybuchły zarówno na południu w Kampanii i Samnium, gdzie główne dowództwo ze strony rzymskiej sprawował konsul Lucjusz Juliusz Cezar, jak i na północy w Abruzji, gdzie Rzymianami dowodził drugi konsul Publiusz Rutyliusz Lupus. Osobna armia rzymska dowodzona przez Gnejusza Pompejusza Strabona działała w ziemi piceńskiej.
Siły walczących stron były porównywalne, w szeregach Rzymian walczyli także Numidyjczycy oraz Hiszpanie.
Rebelianci pod dowództwem Tytusa Vettiusa Skatona rozbili obóz po drugiej stronie rzeki Tolenus. W tym samym czasie Rzymianie rozpoczęli budowę mostów
W dniu 11 czerwca 90 p.n.e. nad rzeką Tolenus (obecnie Turano) Rzymianie pod wodzą konsula Publiusza Rutyliusza Lupusa wpadli w zasadzkę. Zginęło wielu legionistów, wśród nich sam konsul. Gajusz Mariusz zauważył ciała żołnierzy płynące w dół rzeki, dlatego zdecydował się przejść most i zaatakował słabo obsadzony obóz przeciwnika i łatwo go zdobył, zmuszając Italików do odwrotu.
Bitwa zakończyła się, pomimo odwetu Gajusza Mariusza, klęską Rzymian. Po obu stronach zginęło po 8 tysięcy żołnierzy.
Senat nie zdecydował się na przeprowadzenie wyborów w miejsce Rutiliusza, przekazując kontrolę nad jego armią wspólnie Mariuszowi i Kwintusowi Serwiliuszowi Cepionowi, który został niedługo potem zamordowany przez sprzymierzeńców
W tym samym czasie drugi konsul Lucjusz Juliusz Cezar cofał się z Kampanii przed zwycięskim wojskiem samnickim pod wodzą Mutilusa.
Dopiero pod koniec roku Lucjusz Juliusz Cezar wprowadził ustawę nadającą prawo obywatelstwa wszystkim sprzymierzeńcom, którzy dochowali wierności Rzymowi, a w rok później, tym którzy złożą broń.